# Khriàstovo
Khriàstovo (en rus: Хрястово) és un poble de l'óblast de Vladímir, a Rússia, segons el cens del 2010 tenia 74 habitants. Pertany al districte municipal de Sóbinka.